# Jeux asiatiques de 2026
Navigation
Édition précédente Édition suivante
Les Jeux asiatiques de 2026 (japonais : 2026年アジア競技大会), également connu sous le nom de XX Asiad (japonais : 第20回アジア競技大会) et Aichi-Nagoya 2026, sera un événement multisport célébré dans la préfecture d'Aichi et sa capitale Nagoya au Japon du 19 septembre au 4 octobre 2026. Nagoya sera la troisième ville japonaise à accueillir les Jeux, après Tokyo en 1958 et Hiroshima en 1994.

## Processus d'appel d'offres
Le Conseil olympique d'Asie (OCA) a choisi Nagoya pour accueillir les Jeux lors de leur assemblée générale annuelle à Da Nang, au Vietnam, le 25 septembre 2016. L'offre menaçait initialement de s'effondrer après un différend budgétaire entre la préfecture d'Aichi et sa capitale Nagoya, mais a été résolue, permettant à l'offre d'être acceptée. L'OCA avait initialement prévu de choisir la ville hôte de 2026 en 2018, mais a avancé la date de planification en raison de l'intensité du calendrier sportif de la région, y compris les trois prochains Jeux Olympiques entre 2018 et 2022 (tenus à Pyeongchang, Tokyo et Pékin).